# Шендерівка (Могилів-Подільський район)
Шенде́рівка — село в Україні, у Чернівецькій селищній громаді Могилів-Подільського району Вінницької області. Населення становить 473 осіб.
Поблизу села знаходиться лісовий заказник місцевого значення Моївська дача.

## Історія
7 (20) листопада 1917 року, відповідно до Третього Універсалу Української Центральної Ради, увійшло до складу Української Народної Республіки.
12 червня 2020 року, відповідно до Розпорядження Кабінету Міністрів України № 707-р «Про визначення адміністративних центрів та затвердження територій територіальних громад Вінницької області», увійшло до складу Чернівецької селищної територіальної  громади.
19 липня 2020 року, в результаті адміністративно-територіальної реформи та ліквідації Чернівецького району, село увійшло до складу новоутвореного Могилів-Подільського району.

## Населення

### Мова
Розподіл населення за рідною мовою за даними :
| Мова       | Кількість | Відсоток |
| ---------- | --------- | -------- |
| українська | 471       | 99.58%   |
| російська  | 1         | 0.21%    |
| гагаузька  | 1         | 0.21%    |
| Усього     | 473       | 100%     |